# Fort des Rousses

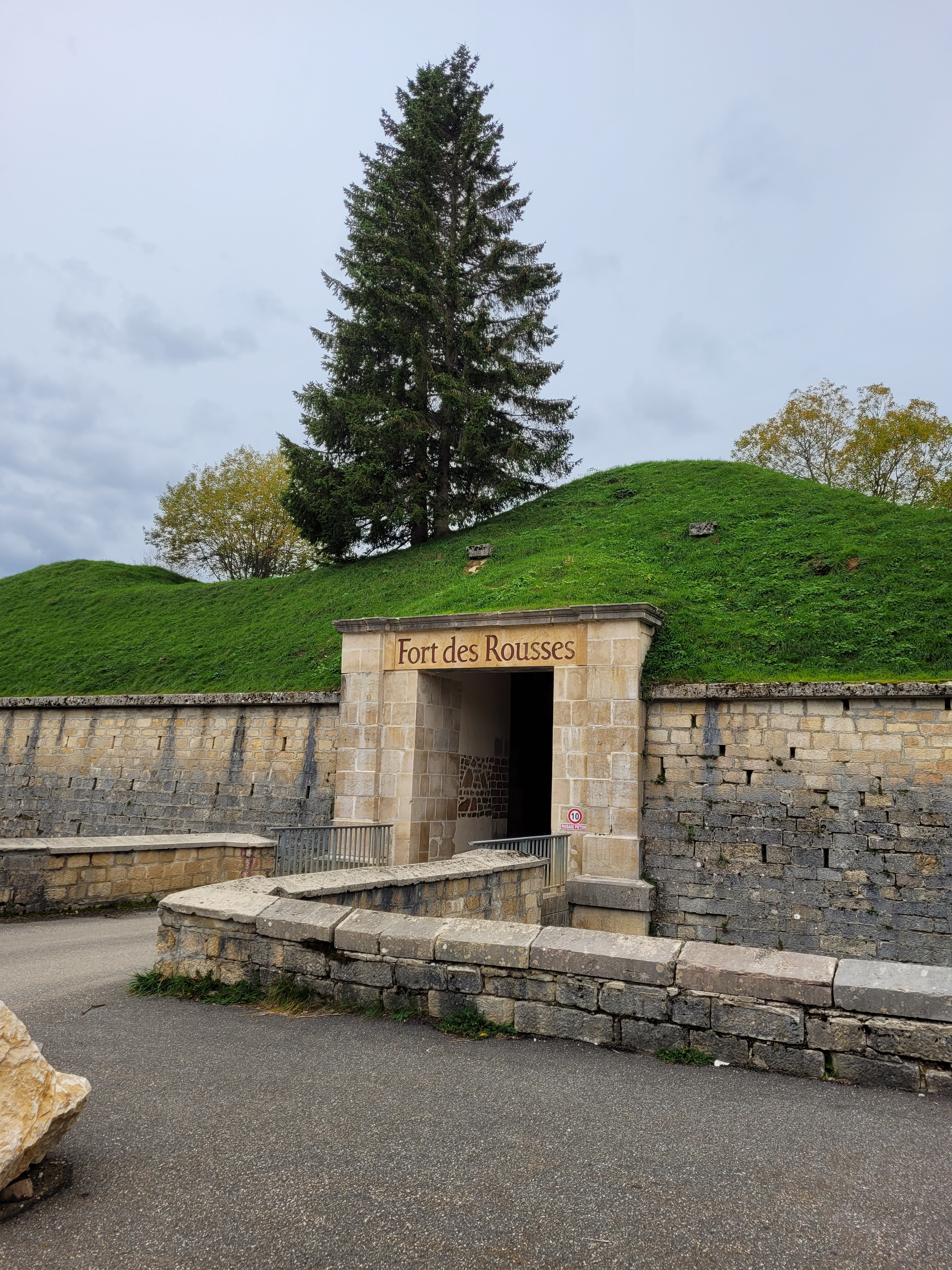
Zufahrt zum Fort

Fort des Rousses, seit 1984 Fort General Henry Martin, ist eine militärische Festung in der französischen Gemeinde Les Rousses. Sie wurde während des Zweiten Kaiserreichs erbaut und besteht aus drei Gebäuden (Cavalier, Quitry und Saint-Germain).

## Bau
Die Festung verfügt über zwei Eingangstore. Im Norden liegt zwischen zwei gewölbten überdachten Durchgängen die Porte de France. Im Osten gilt die Porte de Suisse, die durch eine Poncelet-Zugbrücke geschützt und von einer großen Zange bedeckt ist, als Haupttor. Fort des Rousses war mit drei monumentalen Kasernen ausgestattet. Keine Quelle versorgt die Wasserreserven und nur das Wasser, das nach dem Regen oder der Schneeschmelze auf den Terrassen der Gebäude gesammelt wird, füllt die unter jedem Gebäude installierten Zisternen.

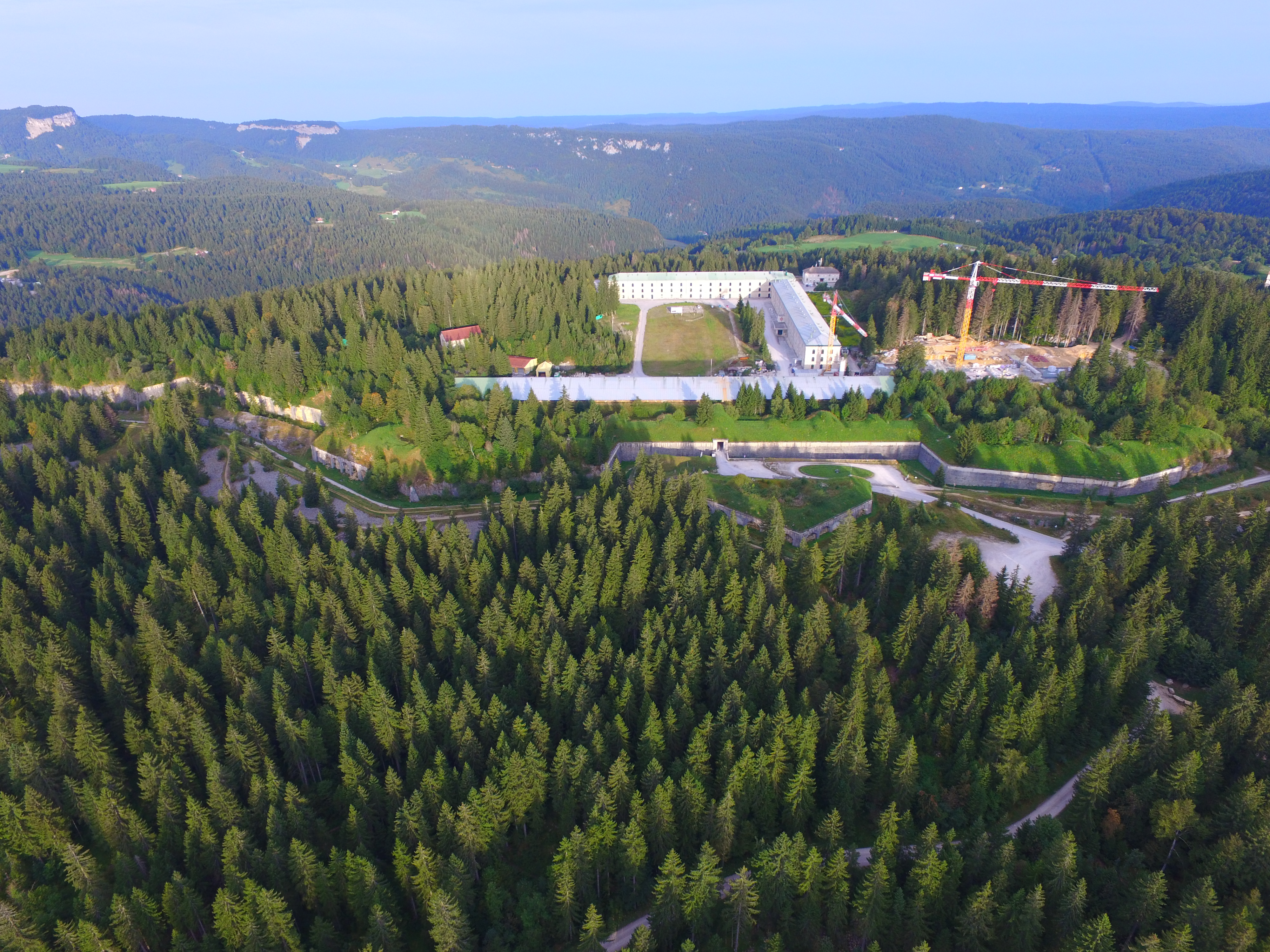
Luftaufnahme

## Geschichte
Die Gemeinde Rousses liegt an der Schweizer Grenze. Zu Beginn des 19. Jahrhunderts befürchtete der französische Generalstab einen möglichen Angriff eines Kriegführenden, der die Neutralität der Schweiz verletzt hätte. Angesichts der drohenden Invasion österreichischer Armeen erhielt Oberst Christin 1815 den Auftrag, die Stellungen an der Juragrenze, einem strategischen Punkt, zu befestigen und die Verteidigung zu organisieren.
Im Jahr 1841 genehmigte das Finanzministerium einen Kredit für den Bau einer Festung. Ein 93 Hektar großes Grundstück südwestlich der Stadt wurde erworben. Die Arbeiten begannen 1843 und dauerten etwa 20 Jahre. Die Inschrift auf der Eingangshalle stammt aus dem Jahr 1848, es wird jedoch davon ausgegangen, dass die Fertigstellung zwischen 1862 und 1863 erfolgte. Auf 1.150 m Normalhöhe gelegen, ist Fort des Rousses die zweitgrößte französische Festung (nach der Festung Mont Valérien): 21 ha innerhalb der Umfassungsmauer, mehr als 50.000 m² gewölbte Räume und kilometerlange Galerien. Es besteht aus lokal abgebautem Kalkstein und ist als zusätzlicher Schutz vor Bombenangriffen großflächig mit Erde bedeckt.

### Erster militärischer Einsatz
Das Fort erhielt seine Artilleriegeschütze erst 1868, nachdem die Ministerentscheidung vom 2. Dezember 1867 seine Bewaffnung auf 88 Verteidigungsgeschütze und 27 Sicherheitsgeschütze und seine Garnison auf 3.500 Mann erhöht hatte. Dies wurde bis Dezember 1874 beibehalten. In den Jahren 1884–87 wurden umfangreiche Reparatur- und Wartungsarbeiten durchgeführt. Zu dieser Zeit wurden auch die Schanze Rochat (verschwunden) und die Festung Risoux gebaut. Jedoch machte die Weiterentwicklung der Belagerungswaffen das Fort schnell überflüssig. Ab 1899 zählte es zu den Werken 3. Klasse; die Arbeiten zur Errichtung neuer Felsunterstände wurden daraufhin eingestellt. Die Festung wurde bis 1919 vom Militär genutzt und dann aufgegeben.

### Zweite militärische Nutzung
Am 28. August 1939 rückte die 7. Kompanie des 73. Regionalregiments ein. Sie war dort bis zum 2. Februar 1940 stationiert. Ihr Auftrag war die Bewachung der Grenze zur Schweiz. Vom 29. August 1939 bis zum 1. Februar 1940 war dort auch die 6. Kompanie desselben Regiments stationiert. Ihr Auftrag war die Durchführung von Verteidigungsarbeiten im umliegenden Gebiet. Vom 7. Januar bis 4. März 1940 war eine Militärskischule mit zwei Zielen aktiv: einerseits die Bildung von Zügen und Skiaufklärungsabteilungen zur Stärkung des Grenzüberwachungs- und -schließungssystems, andererseits sollten die Einheiten des befestigten Sektors des Jura in der Praxis des Skifahrens in dem Sektor geschult werden, in dem sie diese Ausrüstung für ihre Bewegungen verwenden mussten: Baustellen, Verbindungen, Versorgung, Aufklärung. Vom 21. November 1939 bis 2. Februar 1940 war das Fort der Kommandoposten des Teilabschnitts Morez des befestigten Sektors Jura.
Sein Status nach dem Waffenstillstand vom Juni 1940 ist je nach Quelle unterschiedlich, entweder von den Deutschen oder vom Roten Kreuz besetzt. Französische Einheiten nahmen es 1944 wieder in Besitz.
Nach dem Zweiten Weltkrieg wurde Fort des Rousses zu einem regionalen Zentrum für militärisches Sporttraining und Skifahren und wurde dann von verschiedenen Bataillonen besetzt. Ab 1966 beherbergte es das Kommando-Ausbildungszentrum des 23. Infanterieregiments. Im Juni 1997 wurde es von der Armee aufgegeben. In den 1960er-Jahren fanden hier auch in den Oster- und Sommerferien Kurse zur militärischen Kombinierten Waffenausbildung für Studenten statt, die sich für die PMS entschieden hatten, um sich direkt nach ihrer Eingliederung dem „ÉOR-Zug“ anzuschließen.
Das Fort des Rousses erhielt 1984 den Namen Fort Général Henry Martin.

### Zivile Nutzung

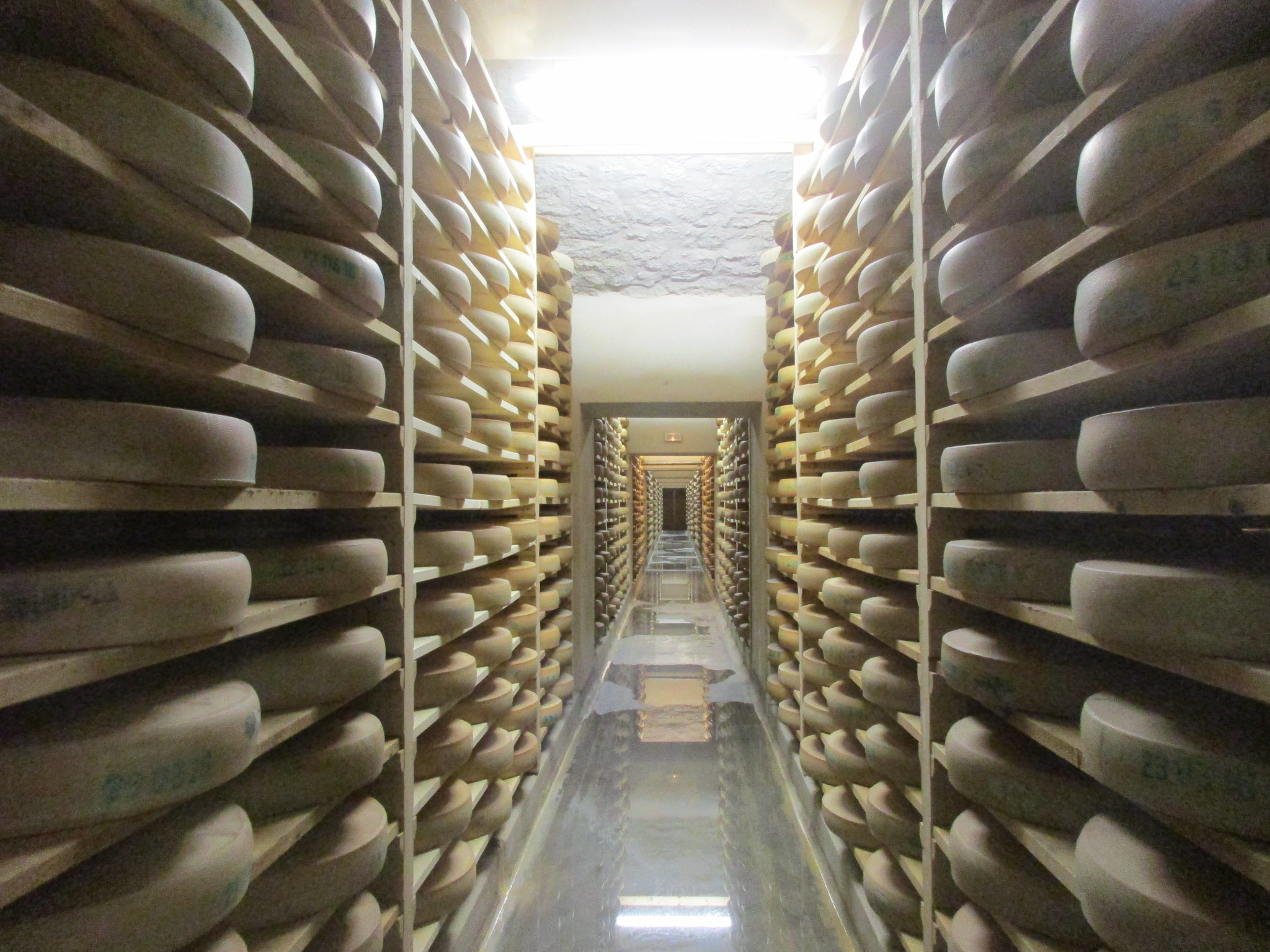
Käsereifung in den Gewölben des Fort

1997, mit dem Ende der Wehrpflicht und der Schaffung einer Berufsarmee, verkaufte der Staat das Fort an die Gemeinde Rousses. Es wurde umstrukturiert, um das Brillenunternehmen Comotec und das Unternehmen Fromageries Arnaud Frères zu beherbergen. Letzterer nutzt bis heute die riesigen Gewölbekeller der Festung, um den Käse Comté reifen zu lassen, den das Unternehmen von den Bauern bzw. Kooperativen kauft. Da in den Gewölben ständig eine Temperatur von 8 °C herrscht, sind sie der ideale Ort zur Käsereifung. Im Rahmen der kommerziellen Tätigkeit werden im Fort mehr als 200.000 Käselaibe gelagert.
Das Fort dient auch als Schauplatz für einen Abenteuer- und Untergrunderkundungsparcours. Einheimische und Touristen nutzen das Fort des Rousses für soziale, unterhaltsame und sportliche Aktivitäten. Es ist auf einer flachen, leicht zugänglichen Route erreichbar.